# Concours international de roses nouvelles de Bagatelle

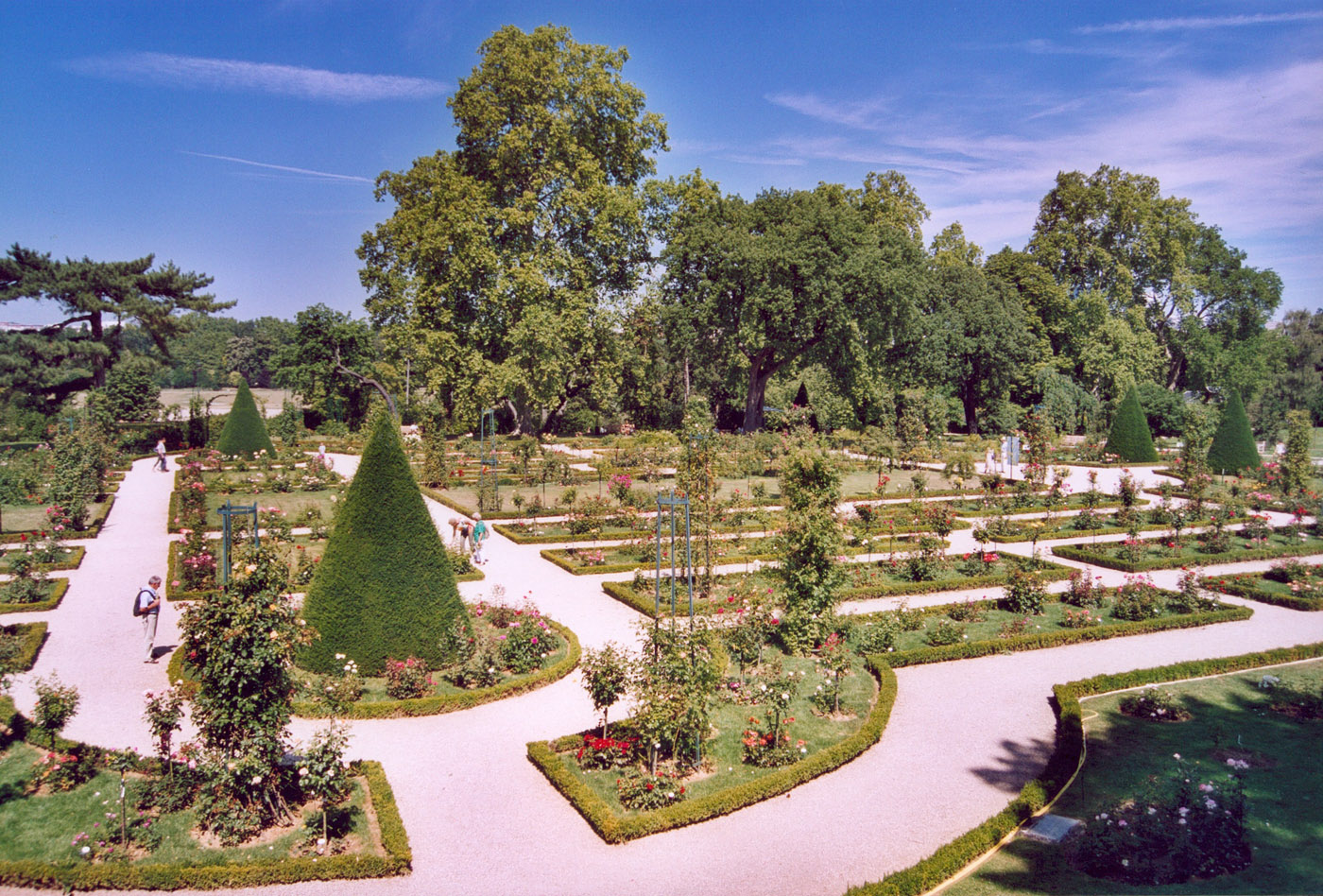
Vista general de la rosaleda de Bagatelle sede del concours international de roses nouvelles de Bagatelle.

El concours international de roses nouvelles de Bagatelle (concurso internacional para rosas nuevas de Bagatelle) es una competición internacional de nuevas variedades de rosas, que se celebra anualmente en junio en el Parque de Bagatelle en el Bois de Boulogne en París (Francia).

## Historia
El primer concurso fue organizado en 1907 por Jean-Claude Nicolas Forestier, curador en parques y jardines de la ciudad de París, constó de 148 nuevas variedades de rosas presentadas por 27 franceses y 31 otros rosalistas de todo el mundo.

## Galardones
El premio y la medalla de oro más importante, que fue durante mucho tiempo el símbolo de la rosa más bella de Europa.
- Médaille d'or 1909: Rosa 'Lyon' - Pernet Ducher
- Médaille d'or 1911: Rosa 'Jonkheer' - J.L. Mock - Leenders: Planta vigorosa con un hermoso follaje verde oscuro
- Médaille d'or 1976: Rosa 'Grand Siècle' - DELegran - Delbard Francia
- Médaille d'or 1997: Rosa 'Caprice' - MEIsionver - A. Meilland
- Médaille d'or 2000: Rosa 'Viborg' - POUlug- Poulsen

El prix de la Rose AJJH es discernido y otorgado durante el concurso de Bagatelle desde el año 2003.

## Galardones concedidos
Algunas de las rosa "Médaille d'Or" (Medalla de oro') del "Concours international de roses nouvelles de Bagatelle".

Especímenes
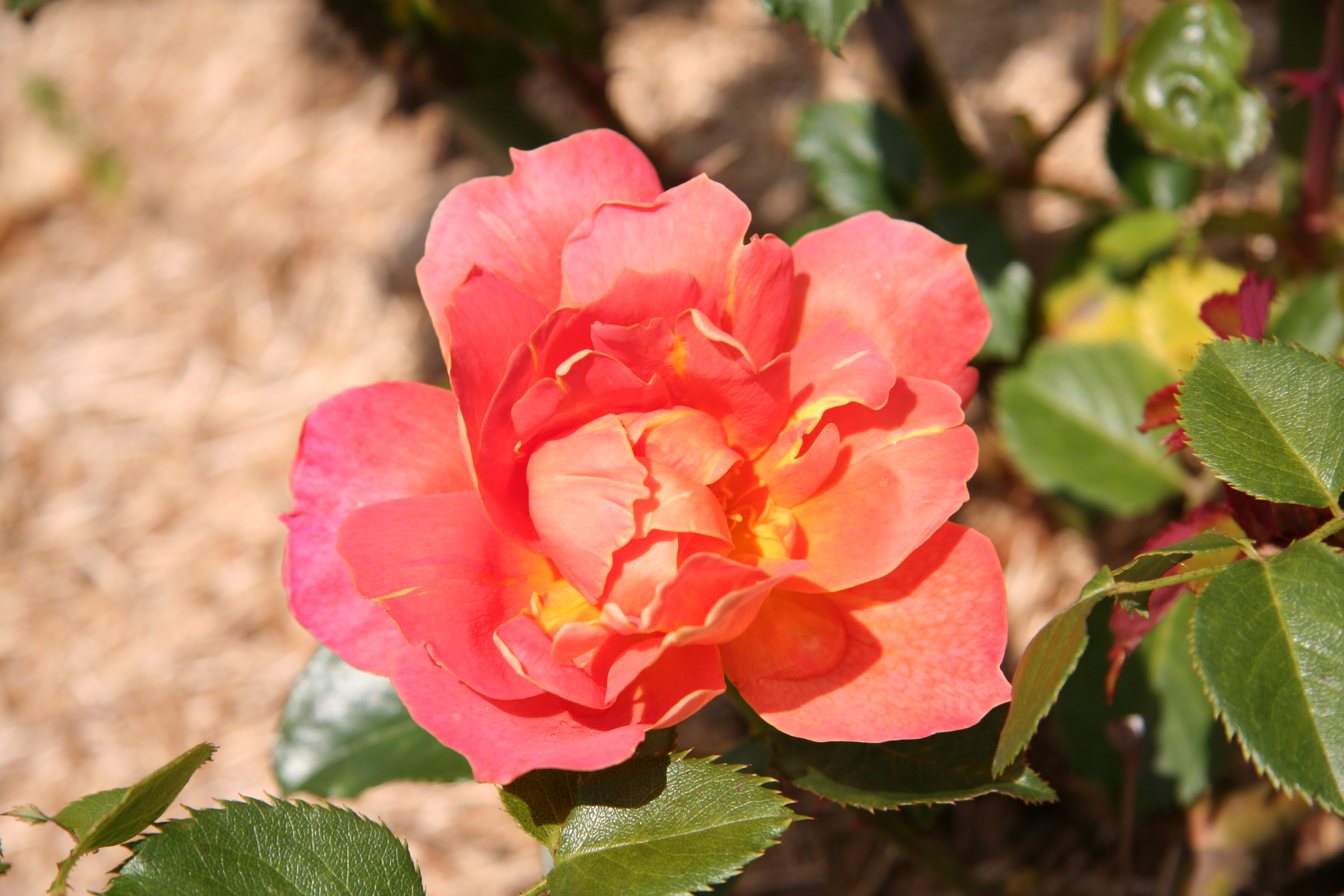
Rosa 'Angèle Pernet' obtención de Joseph Pernet-Ducher 1924.
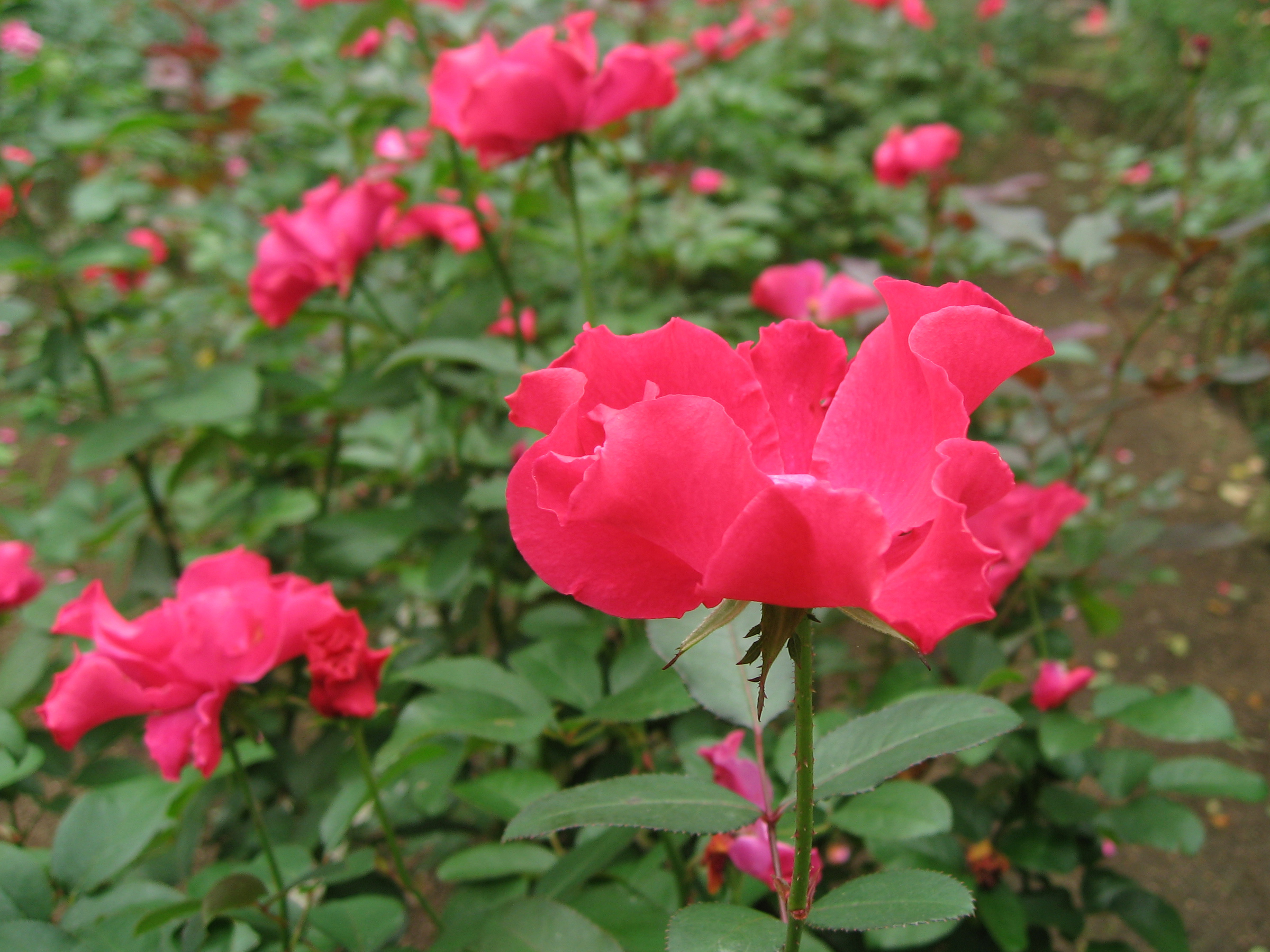
Rosa 'Permanent Wave', Leenders 1933.
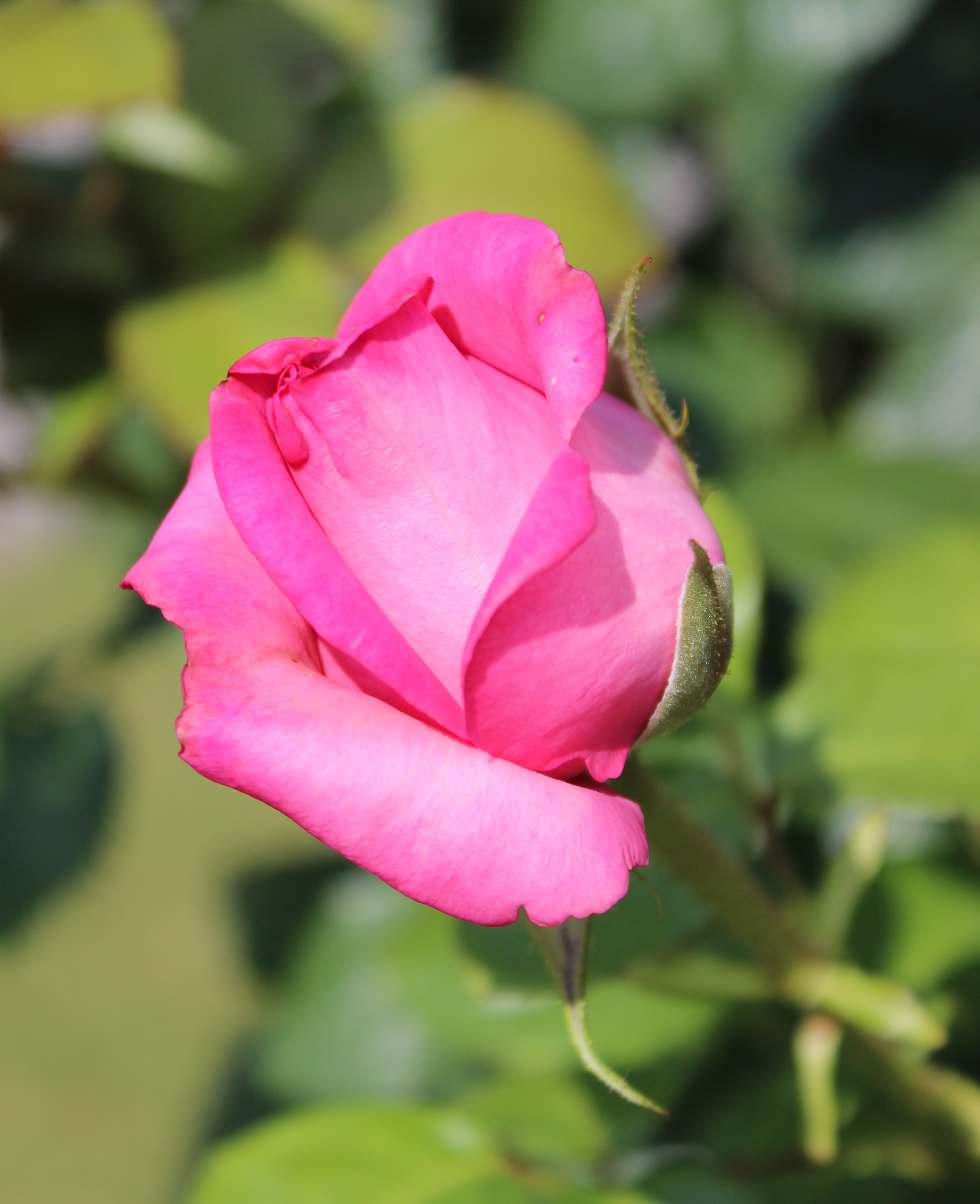
Rosa 'Marquesa de Urquijo' Cebrià Camprubí 1938.
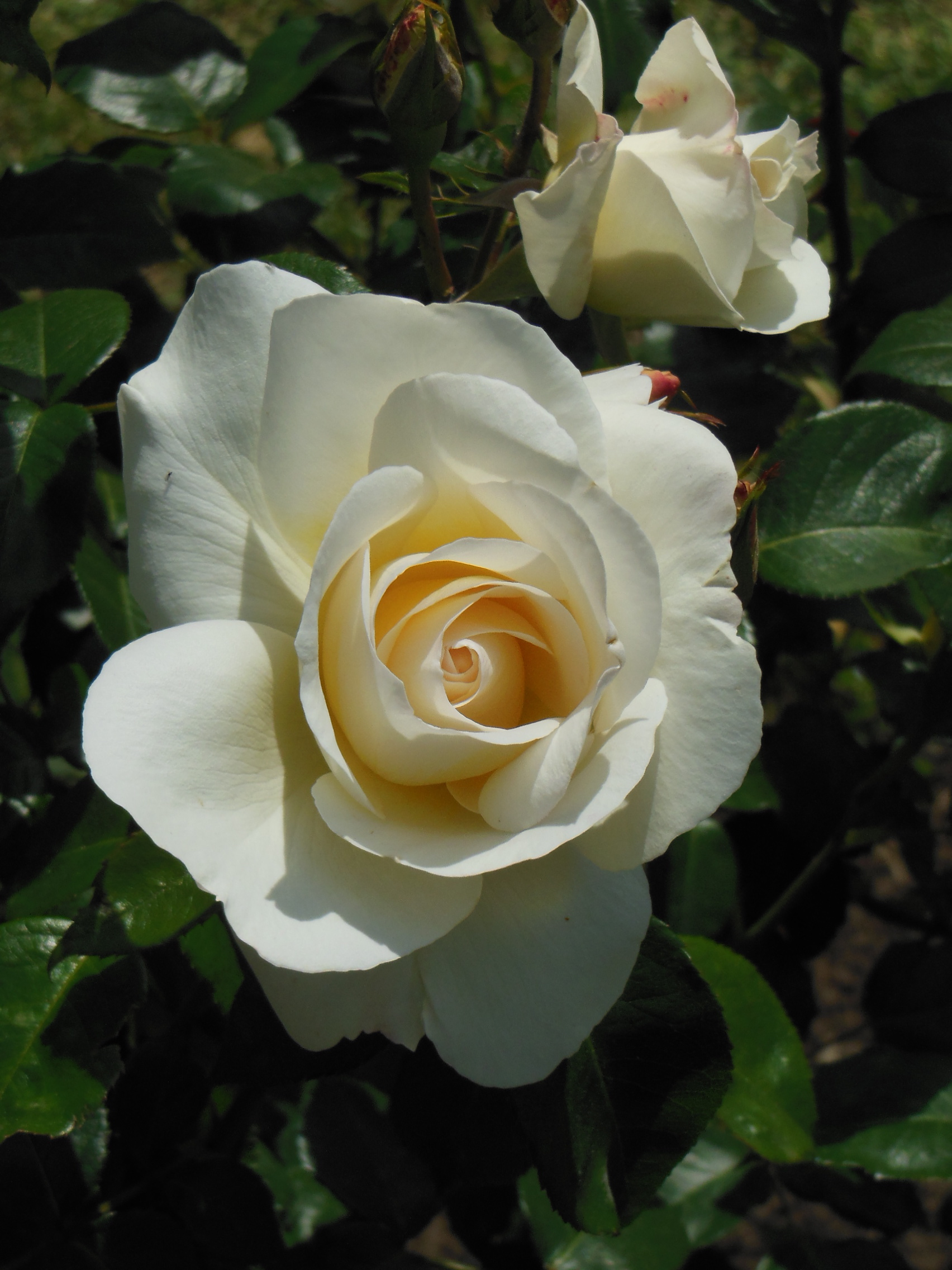
Rosa 'Grand Nord' Delbard 1973.
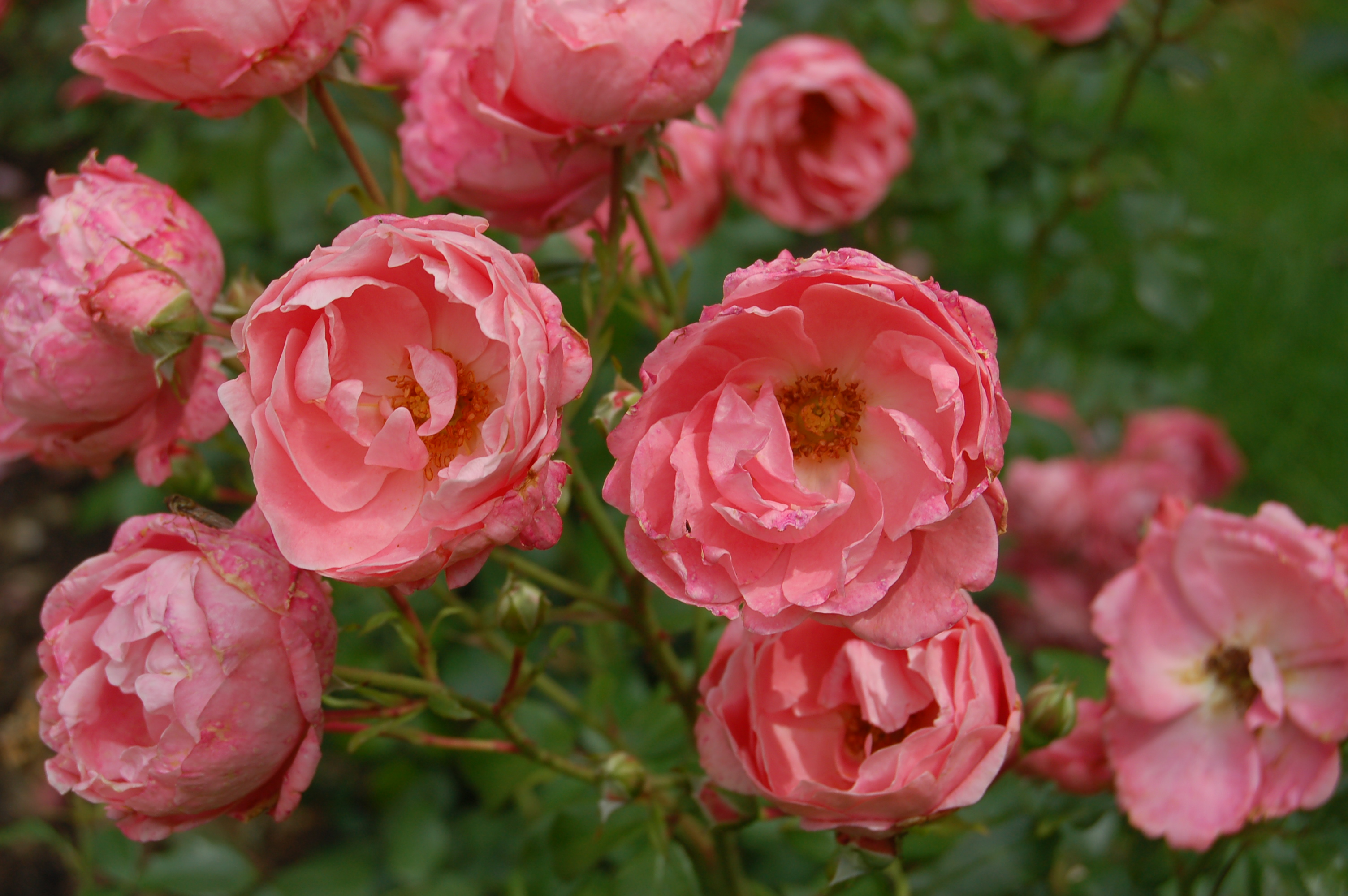
Rosa 'Blühwunder' W. Kordes' Söhne 1993.